# Hersilia taiwanensis
Hersilia taiwanensis là một loài nhện trong họ Hersiliidae.
Loài này thuộc chi Hersilia. Hersilia taiwanensis được miêu tả năm 2007 bởi Chen.